# Costa de la Luz
La Costa de la Luz está conformada por la costa española del golfo de Cádiz (Océano Atlántico). Es una región del suroeste de Andalucía que se extiende por las zonas costeras de las provincias de Huelva y Cádiz, desde la desembocadura del río Guadiana hasta Tarifa.
Destaca el turismo nacional y también es destino para extranjeros, franceses, ingleses y alemanes principalmente. El crecimiento urbanístico de algunas zonas del litoral ha dejado beneficios económicos, pero también episodios de especulación y agresiones medioambientales.
Dispone de una oferta turística bastante relevante de plazas hoteleras y de ocio, tanto de sol y playa, como rural, gastronómico y cultural, campos de golf, parques acuáticos y puertos deportivos.
Los principales municipios con territorio en dicha costa incluyen, por orden de población: Huelva, Cádiz, San Fernando, Chiclana de la Frontera, Sanlúcar de Barrameda, Rota, Lepe, Almonte, Moguer y Ayamonte.

## Municipios

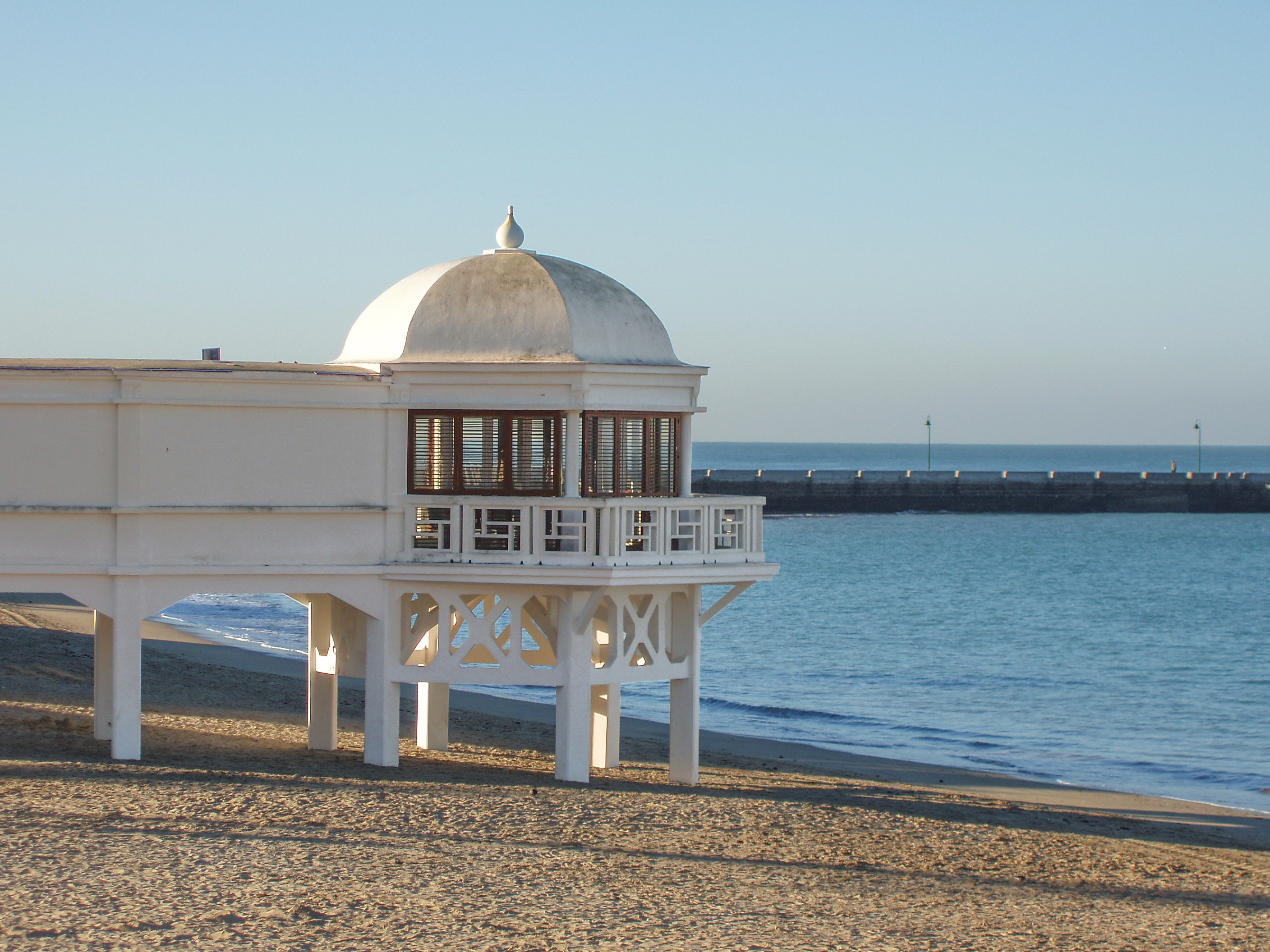
Playa de La Caleta, Cádiz.

Los municipios (y sus correspondientes poblaciones) que forman la Costa de la Luz en la provincia de Huelva son, de oeste a este: Ayamonte (Isla Canela, Punta del Moral), Isla Cristina (Casita Azul, Urbasur), Lepe (Islantilla, La Antilla), Cartaya (El Rompido), Punta Umbría (Nuevo Portil, El Portil) Huelva, Moguer (Mazagón) y Almonte (Matalascañas y la costa del Coto de Doñana, esta última sin actividad turística) y en la provincia de Cádiz: Sanlúcar de Barrameda, Chipiona, urbanización Costa Ballena, Rota, El Puerto de Santa María, San Fernando, Cádiz, Chiclana de la Frontera y su urbanización de Novo Sancti Petri, Conil de la Frontera, Los Caños de Meca, Barbate, Zahara de los Atunes, Vejer de la Frontera y Tarifa.

## Historia
La Costa de la Luz tiene una rica historia que data del siglo XII a. C. Las atracciones culturales incluyen Baelo Claudia, las ruinas bien conservadas de una pequeña ciudad romana; Cabo Trafalgar, donde, en 1805, a la vista de este promontorio, el almirante inglés, Horacio Nelson, derrotó a una flota combinada de franceses y españoles; y el Monasterio de La Rábida.
En el Monasterio de la Rábida en Palos de la Frontera, cerca de Huelva, Cristóbal Colón buscó la ayuda de los hermanos franciscanos, esperando alistarlos como defensores de su plan para iniciar un viaje de descubrimiento. Introdujeron a Colón en una rica familia marinera local, los hermanos Pinzón, que finalmente convencieron a los Reyes Católicos, Fernando e Isabel, de que escucharan la propuesta de apoyo de Colón. Con el patrocinio real y la colaboración de los Pinzón, Colón pudo asegurar sus tres barcos y tripulaciones locales de la zona de Huelva. De hecho, hay una creencia persistente de que Colón se decidió en su ruta final hacia el oeste después de hablar con un marinero local llamado Alonso Sánchez.
A lo largo del siglo XX la Costa de la Luz ha evolucionado de un lugar agrícola a abrirse al mundo mediante el turismo de masas desde los años 1960, consolidando un notable desarrollo económico y urbanístico.

## Atracciones turísticas

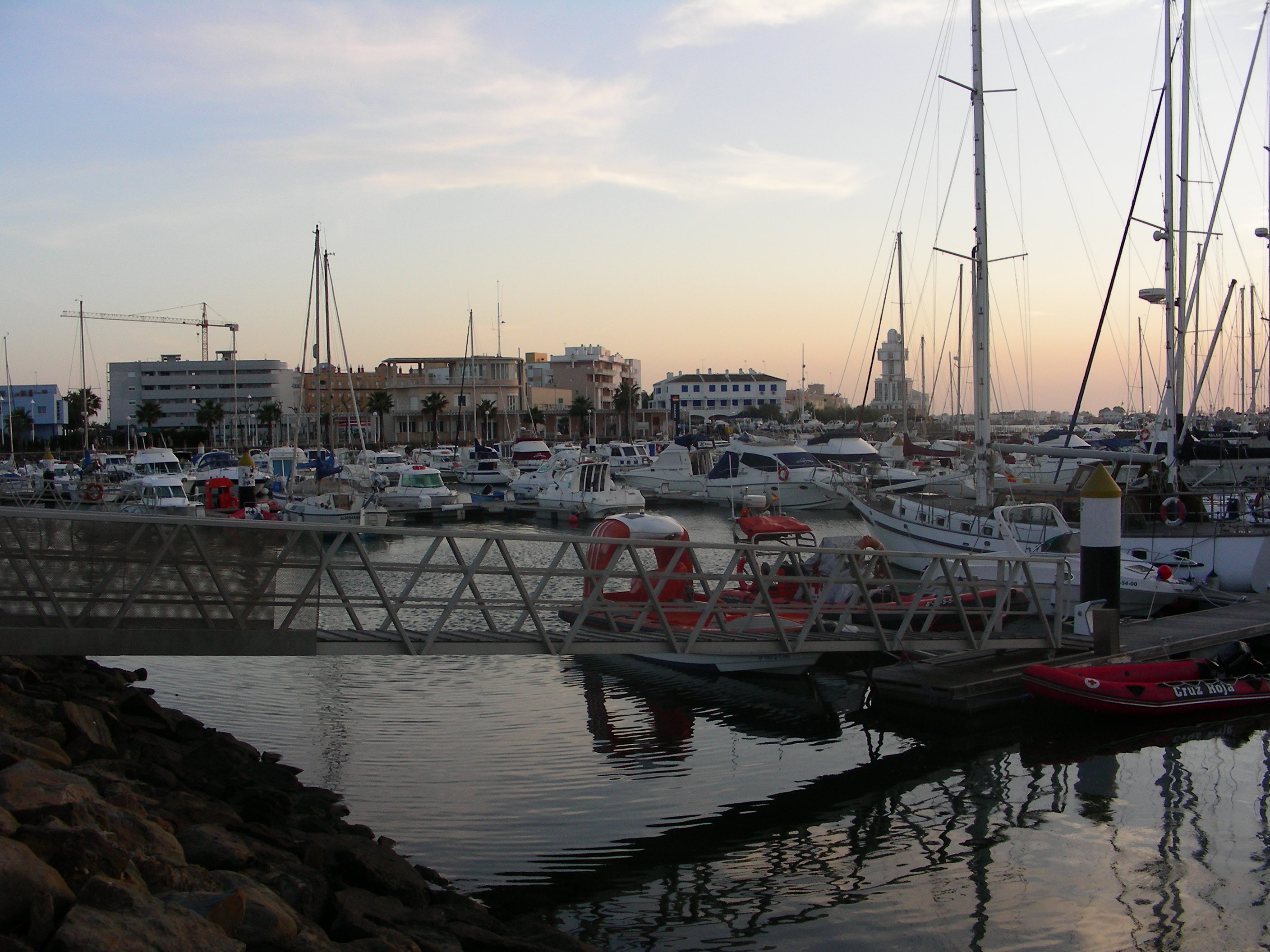
Puerto deportivo de Isla Cristina.

Además de las playas y el sol, hay amplias oportunidades e instalaciones para actividades de ocio, como restaurantes, golf, kitesurf, paseos en bote y otros deportes acuáticos.
Entre los pueblos, ciudades y playas de mayor interés para un visitante de la Costa de la Luz (en orden, de noroeste a sureste) se encuentran: Ayamonte, Isla Cristina, Islantilla, La Antilla, Playa de Nueva Umbría, Cartaya, Punta Umbría, Matalascañas, Sanlúcar de Barrameda, Chipiona, El Puerto de Santa María, Cádiz, Chiclana de la Frontera, Conil de la Frontera, Zahara de los Atunes, Los Caños de Meca, Vejer de la Frontera, Bolonia y Tarifa.
Otros lugares a lo largo de la costa, de interés algo menos turístico (nuevamente, en orden, de noroeste a sureste), son: Isla Canela, Islantilla, La Antilla, El Terrón, Cartaya, El Rompido, Mazagón, Rota, Puerto Real, San Fernando y Sancti Petri.
Otra instalación de interés es la estación de investigación atmosférica El Arenosillo, situado en la frontera entre Almonte y Moguer, donde está instalada la base del I.N.T.A. y desde donde será lanzado el primer cohete privado de Europa, el Miura 1.

## Espacios naturales

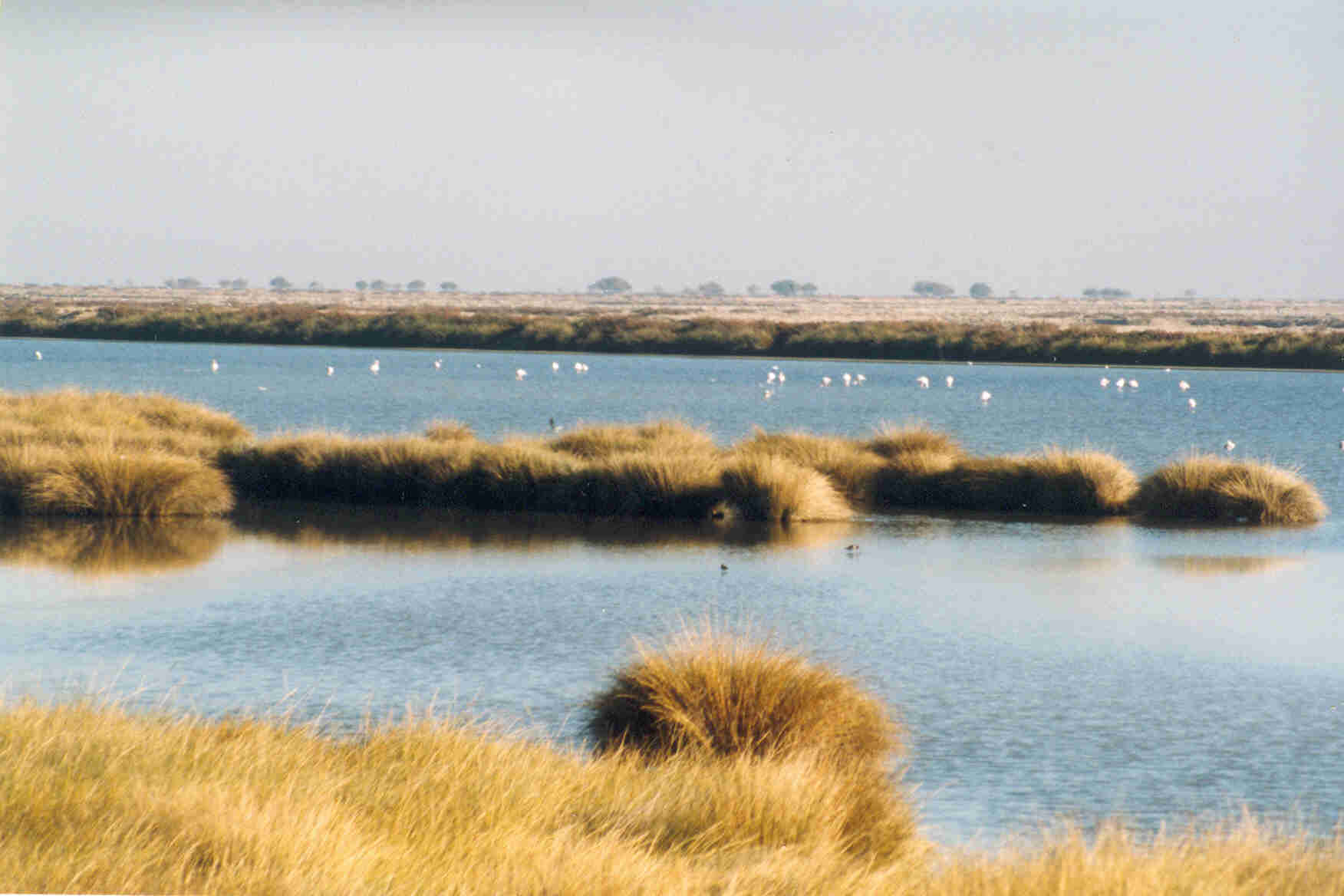
Vista de las marismas del parque nacional de Doñana.

Destaca la importancia de sus espacios naturales protegidos: Doñana, bahía de Cádiz, el La Breña (entre Los Caños de Meca y Barbate), el Río Tinto y el Río Odiel, marismas del río Piedras y Flecha del Rompido, laguna de El Portil, marismas de Isla Cristina, la Duna de Bolonia, parte del Parque Natural del Estrecho, etc., así como destinos importantes para el turismo cultural, como Cádiz, Baelo Claudia, cabo Trafalgar o los lugares colombinos como el monasterio de La Rábida, Palos de la Frontera y Moguer. 
La Costa de la Luz es especialmente conocida por la belleza de sus reservas naturales protegidas y una serie de atractivos naturales de primer orden. Entre ellos se encuentran: el parque nacional de Doñana, donde especies amenazadas, como el águila imperial ibérica y el lince ibérico, pueden ser vistos ocasionalmente; la pintoresca bahía de Cádiz; las costas empinadas de la sección sur de la costa andaluza; las marismas de Barbate y los acantilados costeros de La Breña (ambos dentro del Parque Natural de la Breña y Marismas de Barbate); y los extensos humedales en las desembocaduras de los ríos Tinto y Odiel, donde abundan las aves acuáticas y, en temporada, otras aves migratorias, incluidas las cigüeñas y los flamencos.
Las playas de la costa de la Luz suelen estar formadas por interminables dunas conformadas por finos arenales y plantas autóctonas, escoltadas en algunas ocasiones por pinares (mayormente de pino piñonero). Los elementos predominantes son la arena dorada y un sol visible casi todas las horas del día, en todas las estaciones. El nombre le viene dado por una luz vivísima que resalta la pulcritud de las calles, el encalado de los muros, el dorado de las dunas y el reflejo del mar.